# Гиперреальная религия
Ги́перреальная рели́гия (англ. hyper-real religion) — понятие предложенное социологом религии Адамом Поссамаи, чтобы объяснить взаимопересечение постмодернизма и религиозных идей. Поссамэ объясняет, что концепт гиперреальных религий он позаимствовал из работ Жана Бодрийяра. Бодрийяр утверждал, что мы живём в эпоху гиперреальности, где мы очарованы симуляциями . Поссамаи рассматривает эти симуляции как часть социального контекста популярной культуры, в котором символы получают свои значения от взаимодействия друг с другом. Гиперреальность — это такая ситуация, где реальное невозможно отличить от нереального. Вымышленный персонаж и его мир становятся для нас более реальными, чем реальный мир.

## Мнения
Для Поссамаи, популярная культура выступает как «медиум для определения социальных акторов» и путь «духовного самоопределения» . Он также говорит о том, что гиперрелигии представляют собой такие новые виды религиозности, где традиционные и современные религиозные идеи переосмысливаются в совершенно реконструированных формах. Источник их высшего авторитета находится в самом индивидууме, а не во внешних доктринальных атрибутах. Гиперреальные религии основаны на символических репрезентациях религий, а не на их реальных репрезентациях. Их символы указывают на другие символы, а не на объективную реальность.
Более позднее и полное определение гиперреальной религии по Поссамаи звучит следующим образом: «Гиперреальная религия — это симулякр религии, созданный из или в симбиозе с популярной культурой, превращённой в предметы потребления, который обеспечивает вдохновение на метафорическом уровне и выступает источником верований в повседневной жизни».
Айлин Баркер полагает, что понятие гиперреальных религий довольно неоднозначно, однако, именно эта неоднозначность дает этому определению большую силу. Баркер задается вопросом о том, стоит ли вообще включать эти части массовой культуры как часть определения понятия религии. В этой связи, гиперреальные религии как бы стирают границу между сакральным и профанным, привнося многие современные концепты и идеи к понятию религии.
Маркус Дэвидсэн отмечает, что Поссамэ обозначил реально существующий тип религий, однако его определение должно быть пересмотрено. Он оспаривает, что для Бодрийяра все религиозные системы по своему гиперреальны. Дэвидсен критикует таких исследователей как Кэрол Кьюсак, которые утверждают, что принадлежность к фанатской культуре может рассматриваться как своеобразная форма религиозности. Он проводит различие между религиозным использованием образов массовой культуры и фанатской культурой. Дэвидсен предлагает ввести класс «вымышленных» религий, такие религии берут свою основу из выдуманных вселенных, к примеру «Властелина колец» или «Звёздных войн». Исследователь отмечает важность различения гиперреальных и «вымышленных» религий.
Пол Хилас критикует подход Поссамаи к Нью-эйджу, как к религии потребителей, сфокусированной на индивидуалистских потребностях. Он полагает, что практики Нью-эйджа должны каким-то образом связывать индивида с обществом, поэтому они должны быть менее индивидуалистскими и консьюмеристскими, чем полагает Поссамэ.